# كيميكو هيدا
كيميكو هيدا مواليد 26 سبتمبر 1977، هي لاعبة كرة يد يابانية تلعب كحارس مرمى. مثلت منتخب اليابان لكرة اليد للسيدات.

## سجل المنافسة
شاركت في البطولات التالية:
- بطولة العالم لكرة اليد للسيدات 2013
- بطولة العالم لكرة اليد للسيدات 2015